# Dallas Mavericks
I Dallas Mavericks (IPA: [dæləs mævərɪks]) sono una delle trenta squadre di pallacanestro che militano nella NBA, il campionato professionistico degli Stati Uniti d'America. Hanno sede a Dallas, Texas. I Mavericks giocano le partite casalinghe all'American Airlines Center. Dal 2000 il proprietario della franchigia è stato Mark Cuban, che ad inizio 2024 ha venduto le proprie quote a Miriam Adelson, mantenendo però il controllo dell'attività sportiva dei Mavericks. L'attuale allenatore è Jason Kidd.
I Mavericks insieme ai San Antonio Spurs e agli Houston Rockets sono una delle tre squadre NBA del Texas. Il nome Dallas Mavericks deriva dalla serie televisiva western Maverick (1957-1962) e fu scelto dai tifosi che lo preferirono a Wranglers ed Express; l'attore James Garner che interpretava Bret Maverick è stato un membro del primo gruppo di proprietari. Nelle 40 stagioni a cui hanno preso parte, i Mavericks hanno partecipato a 22 edizioni dei Playoff NBA. Nel 2011 Dallas ha conquistato il primo titolo NBA della sua storia battendo nelle finali NBA i Miami Heat per 4-2. Nel 2019, secondo la rivista Forbes, la valutazione dei Dallas Mavericks è di 2 300 milioni di dollari statunitensi, di cui il 10% sono i debiti accumulati; il reddito invece è di 287 milioni di dollari. Dal 2010 i Mavericks sono proprietari dei Texas Legends della NBA Development League, precedentemente erano affiliati con gli Albuquerque Thunderbirds. Nel 2017, i Mavericks hanno fatto registrare un "tutto esaurito" nelle gare casalinghe di 707 partite consecutive dal 15 dicembre 2001, la più lunga striscia tutto esaurito attiva di ogni sport in Nord America.

## Storia della franchigia

### La nascita dei Mavericks e l'era Aguirre (1980-1988)

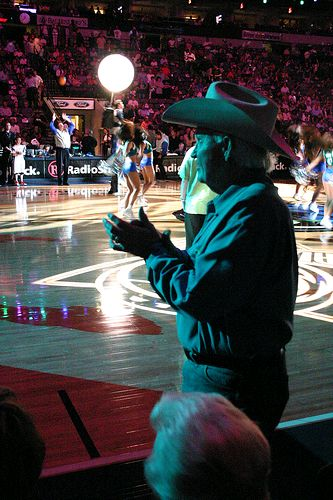
Don Carter nel 2006.

Nati nel 1980 dalla richiesta di Don Carter e Norm Sonju di riportare a Dallas il basket dopo l'esperienza dei Dallas Chaparrals tra il 1967 e il 1973 nella ABA, i Dallas Mavericks effettuarono l'expansion draft, ovvero la possibilità di selezionare giocatori dalle altre squadre, il 28 maggio 1980 dopo essere stata accettata dal voto dei proprietari delle altre squadre all'NBA All-Star Game 1980 e dopo aver pagato 12 milioni di dollari statunitensi. Sonju e Carter avevano inizialmente cercato di acquistare i Milwaukee Bucks o i Kansas City Kings, ma un disaccordo sulla rilocazione di una delle due franghigie aveva messo i negoziati in una fase di stallo, portandoli a puntare, invece, per una squadra di espansione. Le altre squadre della lega erano inizialmente riluttanti ad un'espansione per una franchigia a Dallas, essendo già presenti squadre nello stato del Texas a San Antonio e a Houston. Il primo allenatore fu Dick Motta che aveva guidato i Washington Bullets al titolo nella stagione 1977-78; il primo giocatore selezionato fu Kiki Vandeweghe che però si rifiutò di firmare per la nuova franchigia. Fu anche deciso di puntare sui giovani e di non assumere giocatori d'esperienza come Earl Monroe, Rick Barry e Pete Maravich. La prima partita NBA dei Mavericks è stata giocata alla Reunion Arena contro i San Antonio Spurs battuti per 103-92. Il primo canestro della storia della franchigia è stato segnato da Abdul Jeelani. La prima stagione si chiuse con 15 vittorie e 67 sconfitte nella stagione regolare, che permise però a Dallas di avere la prima scelta al draft del 1981, dove venne scelto Mark Aguirre; negli anni seguenti vennero ingaggiati giocatori come Brad Davis, Rolando Blackman, Bill Wennington, Jay Vincent, Derek Harper, Al Wood, Sam Perkins, Austin Carr, Dale Ellis, Mark West e Detlef Schrempf.
Nella stagione 1983-84 conclusero la stagione regolare con il record di 43-39 che valse il primo accesso ai playoff della loro storia dove al primo turno eliminarono i Seattle SuperSonics all'overtime di gara 5 prima di uscire alle semifinali di conference dai Los Angeles Lakers di Magic Johnson e Kareem Abdul-Jabbar. Durante la stagione Aguirre fu il primo Maverick della storia ad essere convocato per l'NBA All-Star Game e risultò il secondo miglior top scorer della stagione con una media di 29,5 ppg. Nel 1984-1985 e 1985-1986 i texani continuarono a migliorare, ma giocando in una divisione che comprendeva gli Houston Rockets e i Denver Nuggets non poterono mai fare meglio di terzi, raggiungendo ancora i playoff dove furono eliminati facilmente dai Portland Trail Blazers e dai Los Angeles Lakers. Negli anni successivi, guidati dal trio Aguirre-Blackman-Davis, i Mavs divennero una delle squadre più forti della Western Conference, e una presenza fissa nei playoff. Nella stagione 1986-1987, malgrado il trasferimento di James Worthy venne annullato all'ultimo momento, Dallas raggiunse il primo posto della Midwest Division con il record di 55-27. Nonostante le grandi aspettative che si erano create intorno alla squadra Dallas venne eliminata al primo turno di play-off dai più deboli Seattle SuperSonics che, battuti di 22 punti in gara 1, furono capaci di sconfiggere la squadra texana nelle successive 3 partite. L'anno successivo arrivò in panchina John MacLeod dai Phoenix Suns che con le stelle James Donaldson e Roy Tarpley poi nominato sesto uomo dell'anno ottenne il secondo posto nella divisione con un record di 53-29, dietro ai Denver Nuggets. L'arrivo ai Mavericks dei due forti centri diede alla squadra un'ancora in difesa che era stata assente nel corso primi cinque anni della franchigia. Ai playoff Dallas eliminò nell'ordine Hakeem Olajuwon e gli Houston Rockets per 3-1 e i Nuggets per 4-2 raggiunse le finali di Conference dove furono sconfitti dai Los Angeles Lakers campioni in carica per 4-3, perdendo l'occasione di fare il primo viaggio alle finali. Ad ogni modo i risultati incoraggianti diedero a Dallas un senso di ottimismo sulle loro chance di vincere il titolo in futuro. A quel tempo i Mavericks divennero la squadra più importante e seguita della città approfittando anche del lento declino dei Dallas Cowboys della NFL.

### La crisi e la speranza dei Three Js (1988-1999)
Nella stagione seguente iniziò un periodo difficile per la franchigia a causa di alcuni infortuni, come quello di Donaldson che rimase fermo per tutta la stagione a causa della rottura del tendine rotuleo che costò ai Mavericks l'accesso ai playoff, e ad alcuni eventi extra-sportivi, come l'arresto per guida in stato di ebbrezza e resistenza all'arresto di Tarpley l'anno successivo; a tutto ciò si aggiunsero anche le partenze di Mark Aguirre e Detlef Schrempf rimpiazzati con Adrian Dantley, Herb Williams, Alex English, Rodney McCray e Popeye Jones. John MacLeod fu rimpiazzato dal suo vice Richie Adubato che nel 1989-1990 riuscì a portare Dallas ai playoff con un record di 47-35 dove furono spazzati via in 3 partite dai Portland Trail Blazers di Clyde Drexler. Le stagioni successive furono negative a causa degli infortuni di Fat Lever, che restò fermo per quasi due anni, di Brad Davis che per problemi fisici si ritirò nel gennaio 1992; inoltre perse anche Tarpley che fu squalificato a vita dall'NBA per aver violato per la terza volta la politica della lega sull'abuso di sostanze stupefacenti, anche Rolando Blackman venne ceduto ai New York Knicks. Tutti questi fattori miscelati insiemi completarono il disastro: tra il 1992 e il 1994 con Gar Heard e Quinn Buckner i Mavericks andarono più volte vicini a battere il peggior record nella storia, 9-73 dei Philadelphia 76ers. Nel 1992-93 i Mavericks che erano sulla strada di un 4-57 riuscirono ad evitare l'infamia con un 11-71 finale, il secondo peggior record nella storia della NBA. L'anno successivo i Mavs si ritrovarono di nuovo pericolosamente vicini a impostare il record quando partirono 1-23, ma riuscirono a evitare di riscrivere la storia finendo 13-69 subendo anche una serie di 20 sconfitte consecutive. Quella di Buckner fu invece la stagione regolare chiusa con il peggior record di sempre per un allenatore esordiente.

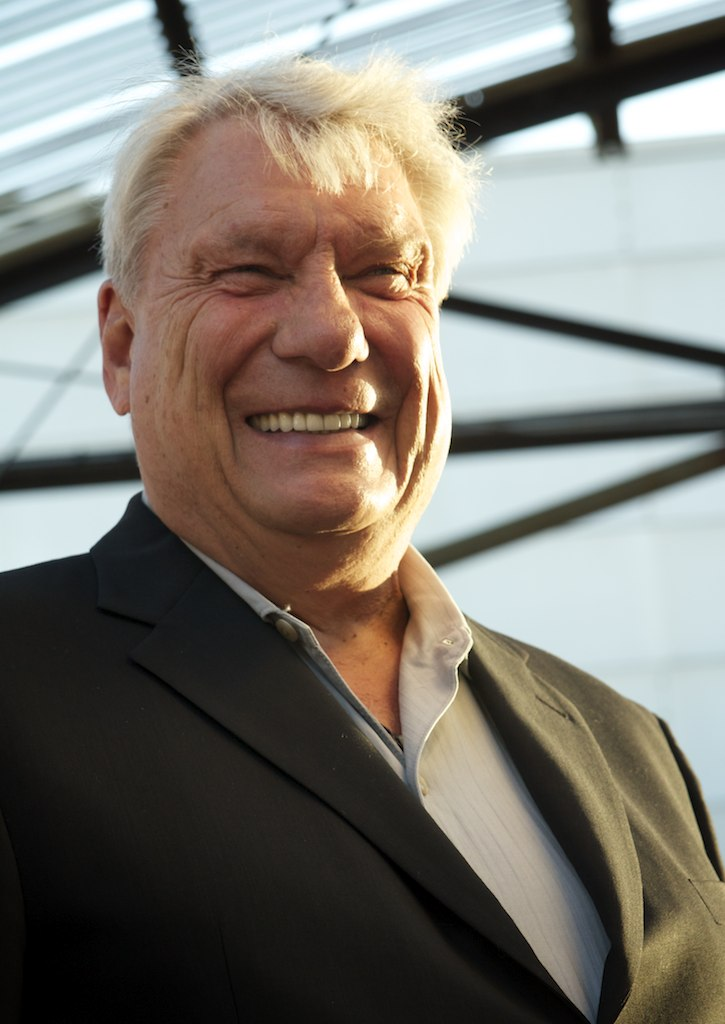
Don Nelson

Nella stagione 1994-1995 venne richiamato in panchina Dick Motta con cui arrivò la giovane promessa Jason Kidd con la seconda scelta al draft del 1994 poi nominato matricola dell'anno con 7,7apg che formò un solido attacco con Jim Jackson con 25,7ppg e Jamal Mashburn con 24,1ppg, soprannominato Three Js e i texani riuscirono a chiudere la stagione con 36-46 a sole 5 partite dall'ottavo posto dei Denver Nuggets. Il tandem Jackson-Mashburn in particolare, si rivelò a fine anno la coppia di compagni di squadra con la media punti più alta di tutta la lega. Per la franchigia fu il più grande balzo in avanti, in termini di vittorie, nel corso di un anno nella loro storia, e il più alto nella NBA in quella stagione. Molti analisti pensavano che i Mavericks avrebbero fatto la loro prima incursione nei playoff in cinque anni in poco tempo. Nel 1995-1996 dopo una grande partenza i Mavericks persero per infortunio Mashburn per tutto l'anno che venne sostituito da Scott Brooks e George McCloud e scivolarono in poco tempo fuori dalla zona playoff, Kidd fu selezionato per l'NBA All-Star Game. Nel complesso, i Mavericks misero a segno 735 dei loro 2 039 canestri da 3 punti tentati, entrambi nuovi record della lega. Ma questa particolare statistica era più indicativa della disperazione dei Mavs per segnare da qualsiasi parte del campo rispetto a quanto fossero stati competitivi come squadra. A fine stagione Motta fu sollevato dall'incarico, mentre la franchigia fu acquistata dal magnate texano Ross Perot Jr. per 125 milioni di dollari. Nell'anno successivo con il nuovo allenatore Jim Cleamons si alternarono 27 giocatori nel roster senza riuscire a portare Dallas ai playoff. Da lì in avanti arrivarono Samaki Walker, A.C. Green, Michael Finley, Kurt Thomas, Steve Nash, Shawn Bradley, Chris Gatling, Predrag Danilović, Cedric Ceballos, Sam Cassell e soprattutto Dirk Nowitzki che arrivò dai Milwaukee Bucks attraverso una delle trade più sbilanciate di sempre, e l'allenatore Don Nelson. Nonostante non arrivarono mai ai playoff, i texani si dimostrarono una pericolosa mina vagante battendo squadroni d'élite come Seattle SuperSonics, New York Knicks, Indiana Pacers e soprattutto i Chicago Bulls di Michael Jordan per 104-97. Nel 1998-99 la stagione cominciò solo a febbraio a causa del lockout ma i Mavericks cominciarono a mostrare segnali di vita chiudendo con un record di 19-31.

### L'arrivo di Cuban e Nowitzki e la rinascita (1999-2005)

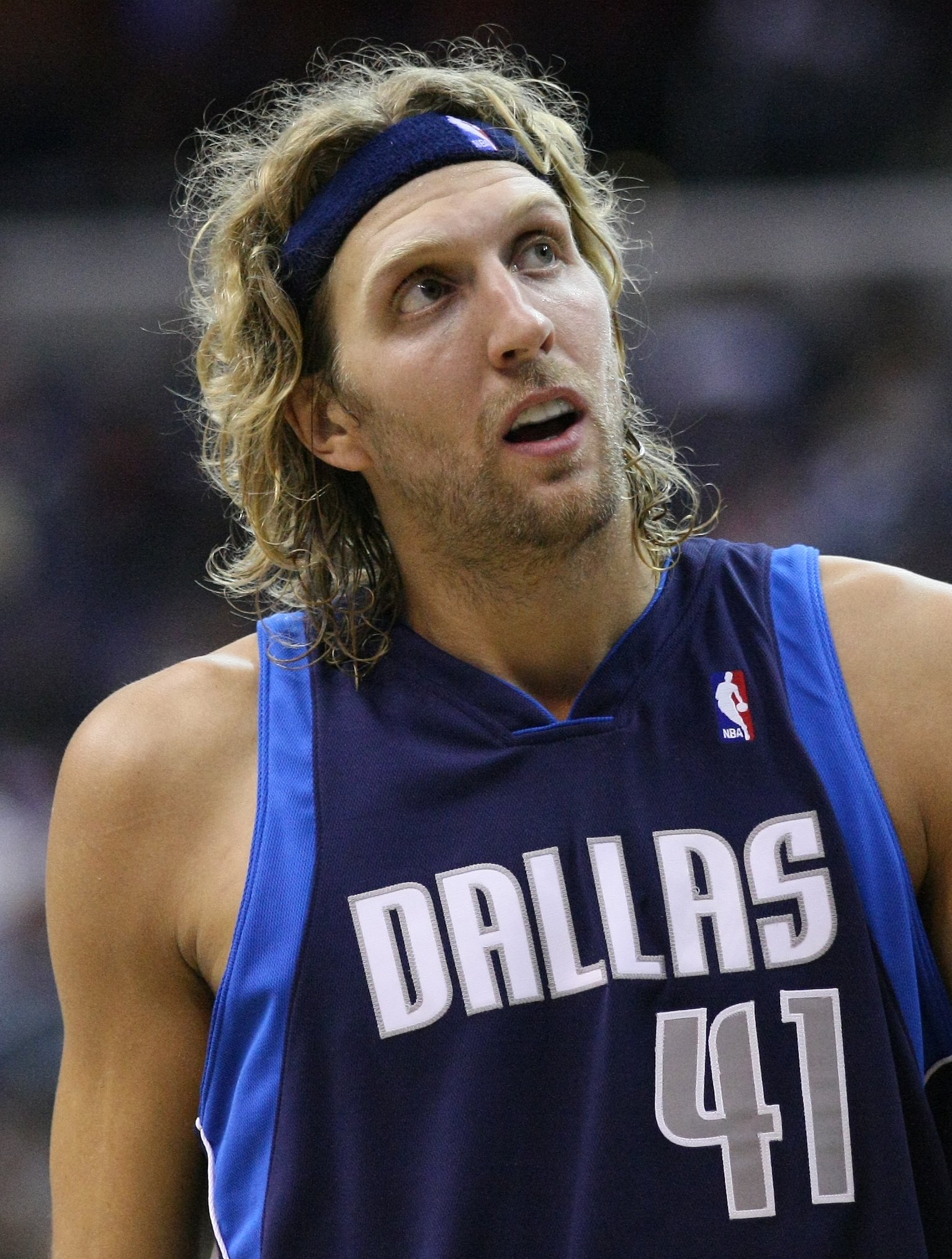
Dirk Nowitzki

Nel 1999-2000 chiudono la stagione regolare con un record di 40-42 e in questa stagione, nel gennaio 2000, i Mavericks vengono acquistati dal miliardario Mark Cuban per 285 milioni di dollari statunitensi. La forte personalità di Mark Cuban, sempre polemico e in guerra con i vertici della NBA rivitalizza i Mavericks e incrementa la popolarità della franchigia verso i fan grazie anche all'arrivo di Dennis Rodman, trasformando i Mavs in una delle squadre più forti del decennio. Da lì in avanti la squadra iniziò a trovare continuità di risultati e a vincere partite costantemente. In particolare fu il giovane Nowitzki ad affermarsi come leader indiscusso e trascinatore dei Mavs, grazie alle sue doti di tiratore e al suo immarcabile fade-away, poi diventato suo marchio di fabbrica. Nel 2000-2001 Nelson era stato costretto a saltare diverse partite per curarsi da un cancro alla prostata, il figlio Donnie che aveva preso in mano la squadra aveva permesso a Dallas di chiudere con 53-29 la stagione regolare e grazie alla potenza offensiva del triangolo Michael Finley con 21,5ppg, Steve Nash con 7,3apg, Dirk Nowitzki con 21,8ppg, soprannominato Dirty-Filthy-Nashty. I Mavericks tornano ai playoff dopo undici anni di astinenza e dopo essersi sbarazzati velocemente degli Utah Jazz di Karl Malone vengono eliminati al secondo turno in 5 partite dai San Antonio Spurs. Nel 2001-2002 Dallas si trasferisce dalla Reunion Arena, sua storica casa, al nuovo American Airlines Center mentre Cuban decide di blindare Finley con un contratto da 102 milioni di dollari statunitensi e Nowitzki con uno da 90 milioni. La squadra si arricchisce con Raef LaFrentz, Nick Van Exel, Courtney Alexander, Danny Manning, Raja Bell, Tariq Abdul-Wahad e Avery Johnson e furono fatti anche molti tentativi per arrivare a Karl Malone, mentre lasciano Dallas Juwan Howard, Tim Hardaway e Christian Laettner; la stagione regolare si chiude con un nuovo record di 57-25 ed entrambi Nowitzki e Nash furono inseriti nell'All-NBA Team. Ai playoff però giunge l'eliminazione ancora al secondo turno, questa volta dai Sacramento Kings. Ma fu solo nella stagione successiva, che i Mavericks poterono lottare seriamente per il titolo. Nella stagione 2002-03 i Mavericks partono bene vincendo le prime 14 partite arrivando a un passo dal record dei 15 successi degli Houston Rockets del 1993-1994; ma a causa della debolezza difensiva la stagione regolare viene chiusa con un 60-22 al pari dei San Antonio Spurs che vincono la Midwest Division per via degli scontri diretti. Ai play-off raggiungono le finali di Conference perdendole per 4-2 nel derby texano con gli Spurs di Tim Duncan anche a causa di un infortunio al ginocchio di Dirk Nowitzki quando la serie era sul 1-1. Durante il loro cammino i Mavs avevano eliminato i Trail Blazers per 4-3 e i Sacramento Kings per 4-3, curiosamente durante la serie contro Portland i texani rischiarono di diventare la prima squadra della storia a farsi eliminare dopo aver avuto un vantaggio di 3-0 nella serie.
Nel 2003-04 arrivano Marquis Daniels, Josh Howard, Antoine Walker e Antawn Jamison ma a interrompere il cammino di Dallas al primo turno dei playoff sono i Sacramento Kings. Nonostante quell'anno la squadra non trovò mai una buona chimica tra i suoi giocatori, i Mavericks guidarono la lega, per il terzo anno consecutivo col migliore attacco con 105,2ppg. Nella stagione 2004-2005 i Mavericks perdono Steve Nash, che si trasferisce ai Phoenix Suns, e i diritti del promettente Vasilīs Spanoulīs ma mantengono in rosa le stelle Finley e Nowitzki e ingaggiano nuovi giocatori come Jason Terry, Alan Henderson, Devin Harris, Erick Dampier, Jerry Stackhouse e Darrell Armstrong. Dopo una buona stagione regolare chiusa con 58-24 in cui si dimostrano una delle migliori squadre della lega arrivano ai playoff dove eliminano gli Houston Rockets di Yao Ming in 7 partite dopo avere rimontato da uno 0-2 ma vengono eliminati dai Phoenix Suns nelle semifinali di conference per 4-2. Venne successivamente alla luce che durante la serie contro Houston, l'arbitro Tim Donaghy, al tempo coinvolto in un giro di scommesse, aveva cercato di condizionare il risultato a favore dei Mavs.

### Le prime finali NBA (2005-2006)
Dallas Mavericks -  Miami Heat 90-80

 Dallas Mavericks -  Miami Heat 99-86

 Miami Heat -  Dallas Mavericks 98-96

 Miami Heat -  Dallas Mavericks 98-74

 Miami Heat -  Dallas Mavericks 101-100 OT

 Dallas Mavericks -  Miami Heat 92-95
Il 2005-06 inizia con la cessione di Michael Finley ai San Antonio Spurs e l'arrivo del nuovo allenatore Avery Johnson nominato poi allenatore dell'anno. Sotto la guida di Johnson, la difesa dei Mavericks divenne rapidamente più forte e ordinata, rendendo i texani una vera contendente al titolo. Dopo un lungo duello nella stagione regolare con i San Antonio Spurs per vincere la Southwest Division, Dallas accede ai playoff con un record di 60-22 e sconfiggono nell'ordine i Memphis Grizzlies per 4-0, gli Spurs campioni in carica per 4-3 e i Phoenix Suns per 4-2 nelle finali della Western Conference, laureandosi per la prima volta campioni. La vittoria in finale permette alla franchigia di disputare, per la prima volta della sua storia, le finali NBA contro i Miami Heat di Dwyane Wade e Shaquille O'Neal. Pur essendosi portati in vantaggio per 2-0 nella serie, in gara 3, con un vantaggio di 13 punti a sette minuti dal termine, si fanno rimontare concedendo a Miami una vittoria che sarà il prologo del 4-2 finale. Già dopo le prime due partite a Dallas era stata organizzata la parata per la vittoria del titolo, e solo sette giorni dopo, con la sconfitta in gara 5 al supplementare, molti tifosi texani incominciarono a vedere la propria squadra in difficoltà, l'ambiente intorno a Dallas si fece teso e il proprietario Mark Cuban venne multato per un totale di 250 000 dollari per "parecchi atti di cattiva condotta", insieme a lui venne multato anche Dirk Nowitzki per 5 000 dollari, mentre Jerry Stackhouse fu sospeso per un fallo su Shaquille O'Neal.

### Il periodo post-finali e il ritorno di Kidd (2006-2010)

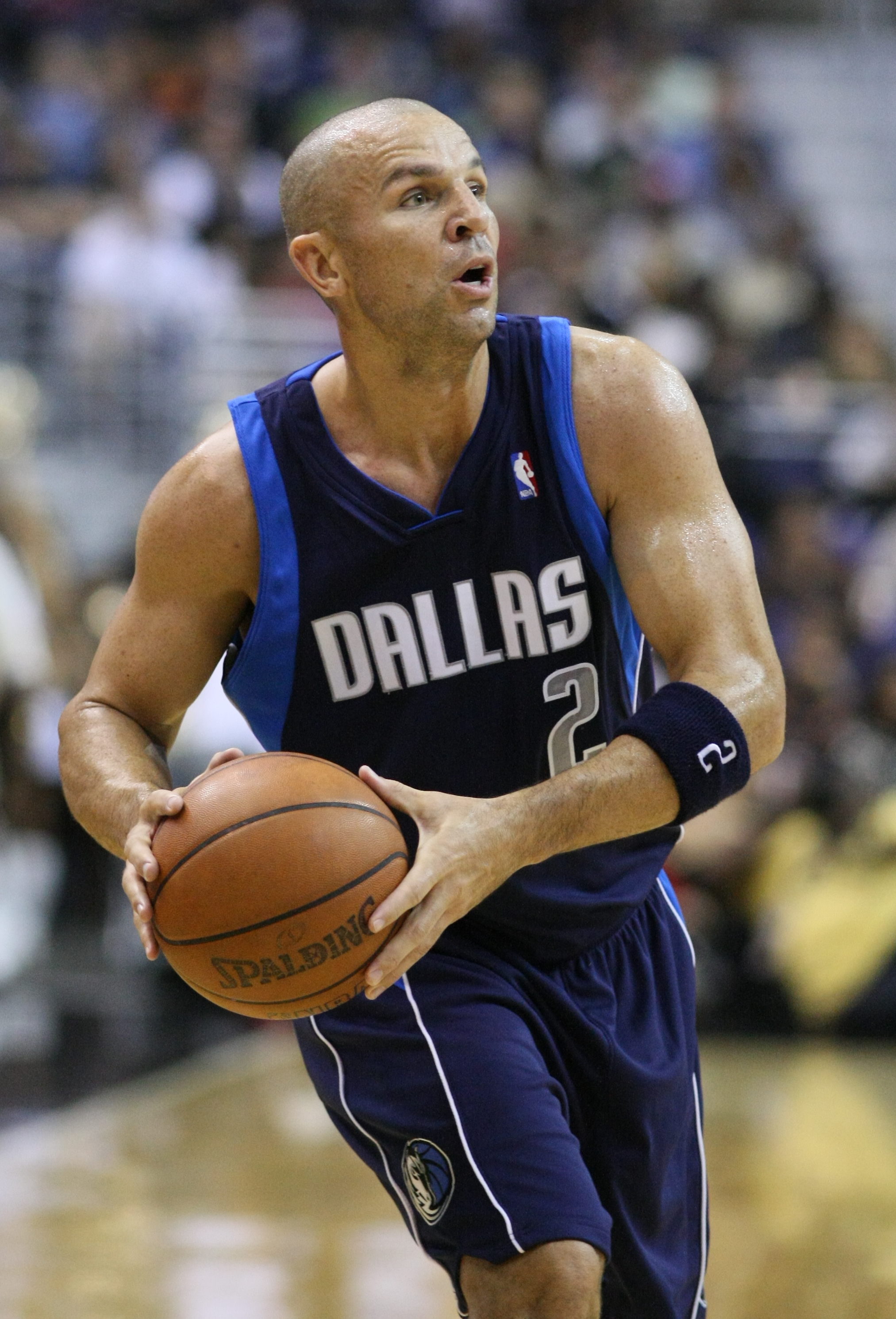
Jason Kidd nel 2009.

Nel 2006-07 nonostante la stagione regolare sia iniziata con uno 0-4 si conclude con il miglior record di tutta la lega. Lo stile corri e tira iniziale si era trasformato man mano in uno gioco più equilibrato e fluido e i Mavs hanno cominciato a viaggiare ad un ritmo sconvolgente che comprendeva anche una striscia di 17 vittorie consecutive chiudendo con un 67-15 finale, sesto record assoluto nella storia dell'NBA, che vale ai Mavericks il titolo della Southwest Division e a Dirk Nowitzki quello di MVP con 24,6ppg e percentuali al tiro di 50-40-90. Di fatto i Mavericks avrebbero vinto facilmente 70 partite se non avessero chiuso l'anno 6-4. Ai playoff Dallas testa di serie, era secondo molti destinata ad arrivare fino alle finali della Western Conference contro le avversarie più forti San Antonio Spurs e Phoenix Suns, ma perde clamorosamente contro i Golden State Warriors al primo turno per 4-2, in quello che tutt'oggi viene considerato come uno dei più grandi sconvolgimenti della storia della lega. Il risultato non aveva sorpreso i più esperti visto che Dallas perse tutti e tre gli incontri disputati contro la squadra californiana nella stagione regolare. L'anno successivo parte Devin Harris e torna Jason Kidd, insieme agli innesti di Eddie Jones, Tyronn Lue, Brandon Bass e Jamaal Magloire, Cuban provò anche a prendere il free agent Kevin Garnett senza successo, ma i Mavericks ancora storditi per il modo in cui avevano terminato le ultime due stagioni vengono eliminati per il secondo anno di fila al primo turno dei play-off dai New Orleans Hornets di Chris Paul per 4-1. Nel 2008-09 Rick Carlisle prende il posto in panchina di Johnson e il nuovo allenatore porta la squadra texana per il nono anno consecutivo sopra le 50 vittorie nella stagione regolare. Il 30 dicembre 2008 riuscirono a battere i Minnesota Timberwolves dopo aver rimontato uno svantaggio di 29 punti, il sesto comeback più grande della storia della lega. Nowitzki, da parte sua, terminò l'anno con una striscia di 25 partite consecutive con almeno 20 punti. Ai play-off al primo turno superano i San Antonio Spurs, vincendo la serie per 4-1, punteggio che si ripeterà in negativo contro i Denver Nuggets di Carmelo Anthony. Nel 2009-10 partono Gerald Green e DeSagana Diop e i Mavericks vincono la Southwest Division con un record di 55-27 grazie agli innesti di Shawn Marion, Tim Thomas, Drew Gooden, Eduardo Nájera, Caron Butler, Brendan Haywood, Kris Humphries e Deshawn Stevenson. Guidati dal trio di veterani Nowitzki-Kidd-Terry, questa nuova reincarnazione dei Mavericks si era rivelata ben presto in grado di contendere per la vittoria del titolo. Il 24 gennaio 2010, battendo i New York Knicks per 128-78, fanno registrare la terza più larga vittoria nella storia della NBA e prima della franchigia. In quella stagione vengono comunque eliminati al primo turno dei play-off dagli odiati rivali dei San Antonio Spurs per 4-2.

### Il primo titolo NBA (2010-2011)
Miami Heat -  Dallas Mavericks 92-84

 Miami Heat -  Dallas Mavericks 93-95

 Dallas Mavericks -  Miami Heat 86-88

 Dallas Mavericks -  Miami Heat 86-83

 Dallas Mavericks -  Miami Heat 112-103

 Miami Heat -  Dallas Mavericks 95-105

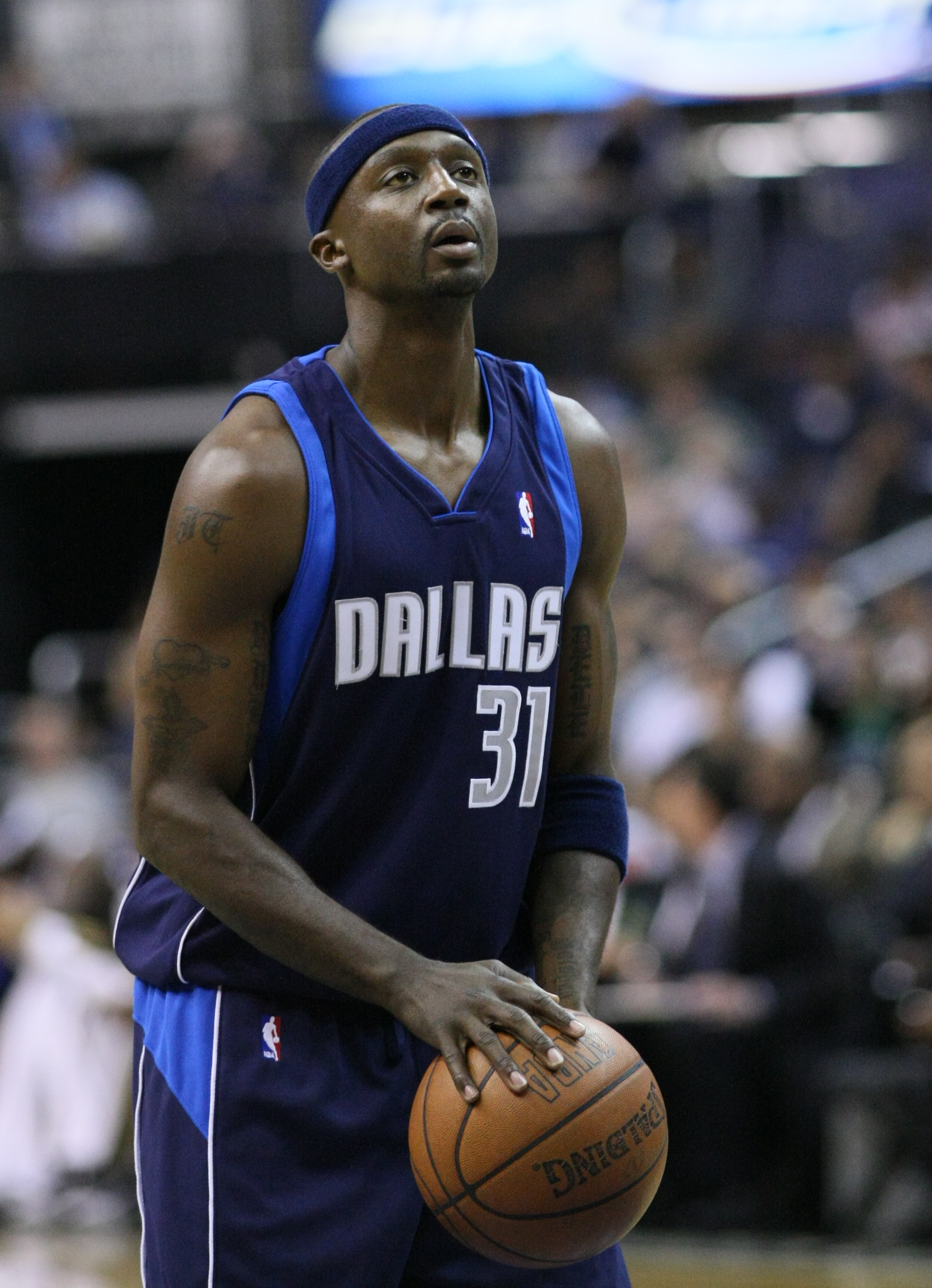
Jason Terry

L'anno successivo, dopo aver perso la possibilità di arrivare a LeBron James e Shaquille O'Neal, i Mavs riescono a trattenere Nowitzki e ingaggiare Tyson Chandler, Aleksandar Pavlović, Corey Brewer, Ian Mahinmi e Predrag Stojaković. I nuovi giocatori fornirono alla squadra una maggiore profondità in panchina, e contemporaneamente diedero a Nowitzki un cast di supporto di qualità. I texani partono bene con un 24-5, dimostrandosi una pericolosa contendente al titolo e terminando la stagione regolare con un record di 57-25. Nei playoff, a dispetto della loro reputazione recente, i Mavs iniziano una marcia inarrestabile: eliminano agevolmente i Portland Trail Blazers per 4-2, i Los Angeles Lakers campioni in carica di Kobe Bryant per 4-0 con anche una vittoria di 36 punti in gara quattro raggiungendo le finali di Conference dove battono i parvenu Oklahoma City Thunder per 4-1 raggiungendo così le finali NBA per la seconda volta nella loro storia. Alle finali NBA i Mavericks si ritrovano di fronte un nemico a loro familiare, i Miami Heat già incontrati cinque anni prima. A differenza di allora i Mavericks non erano visti come un concorrente credibile per battere gli Heat di LeBron James e Dwyane Wade; quando la serie è iniziata i texani si sono subito trovati in difficoltà finendo sotto 2-1, prima di infilare 3 vittorie consecutive che hanno permesso loro di mettere le mani sull'ambito trofeo Larry O'Brien con una vittoria per 105-95 in gara 6 sufficiente per archiviare la serie per 4-2, con Dirk Nowitzki nominato MVP delle finali con 27,7ppg. Dopo i Texas Western, gli Houston Rockets e i San Antonio Spurs i Mavericks diventano la quarta squadra texana a vincere un grande titolo di pallacanestro entrando nella storia.

### Periodo di transizione e i flop in free agency (2011-2017)

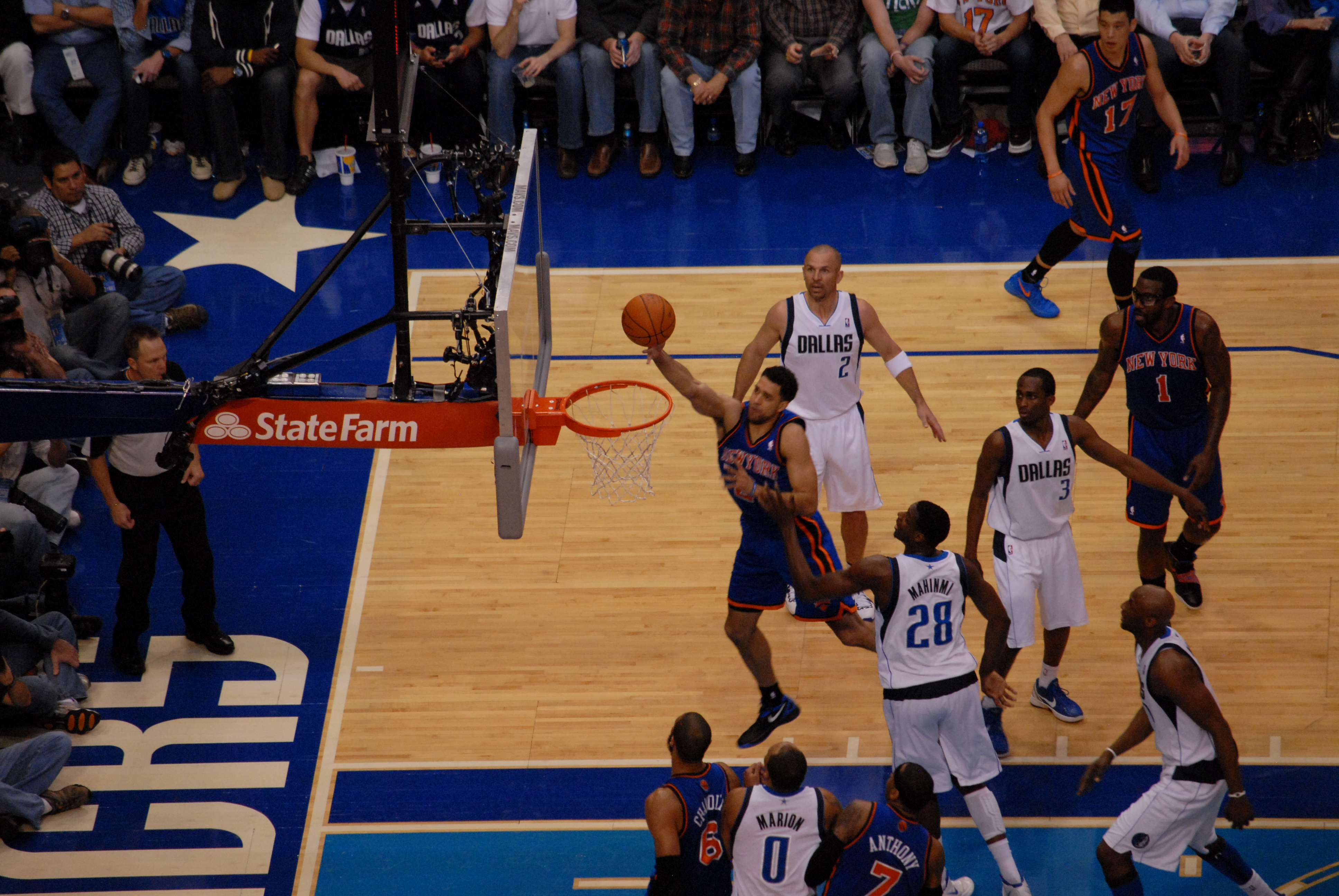
Un'azione di gioco contro i New York Knicks nel 2012.

Dopo aver vinto il primo titolo nella loro storia i Mavericks erano chiamati a ripetersi, arrivano così i veterani Lamar Odom, Vince Carter, Yi Jianlian, Delonte West e Brandan Wright. La corsa per la difesa dell'anello non inizia sotto i migliori propositi anche a causa della partenza di Tyson Chandler verso i New York Knicks e di José Barea ai Minnesota Timberwolves e Dallas chiude la stagione accorciata a causa del lockout con un povero 36-30 che chiude una striscia di ben 11 stagioni consecutive con almeno 50 vittorie. Nel frattempo, Odom a causa dei suoi problemi di tossicodipendenza, si era rivelato un bidone per i Mavericks, che decidono di metterlo fuori rosa per gli ultimi due mesi della stagione. I campioni in carica arrivano ai playoff, dove incontrano al primo turno Kevin Durant e gli Oklahoma City Thunder, che, ironia della sorte, avevano battuto l'anno prima alle finali di Conference, animati anche dalla voglia di prendersi la rivincita, i Thunder sconfiggono per 4-0 i Mavs, terza squadra campione in carica nella storia dell'NBA a subire un cappotto al primo turno. La stagione successiva inizia con la perdita di Jason Kidd e Jason Terry, e dopo aver perso la possibilità di ingaggiare Deron Williams vengono sostituiti con l'ingaggio di Chris Kaman, Elton Brand, O.J. Mayo, Darren Collison, Dahntay Jones, Derek Fisher, Eddy Curry, Jae Crowder e Anthony Morrow. Della squadra che aveva vinto l'anello appena due anni prima erano rimasti ormai solamente l'inossidabile Nowitzki e Marion. La stagione dei Dallas Mavericks però si sarebbe rivelata un fiasco totale: un infortunio al ginocchio che ha impedito a Nowitzki di giocare la prima parte della stagione ha contribuito a fare scivolare i Mavs fuori dai playoff per la prima volta dopo 12 stagioni consecutive andando a perdere 12 partite su 14 a metà anno. Nel 2013-2014 l'obiettivo di Cuban è quello di riportare Dallas ai playoff, e avendo a disposizione uno dei più ampi spazi salariali della lega prova a ricostruire una squadra da titolo dopo il lungo smantellamento del roster degli anni precedenti: dopo aver fallito l'inseguimento a Dwight Howard e aver abbandonato la possibilità di prendere Andrew Bynum a causa dei suoi problemi alle ginocchia arrivano José Calderón, Monta Ellis, Devin Harris, DeJuan Blair e Samuel Dalembert. Il nuovo duo composto da Ellis con 19,0ppg e Nowitzki con 21,7ppg aiuta Dallas a conquistare un posto ai playoff nella brutale Western Conference ai danni di squadroni come Phoenix Suns, Minnesota Timberwolves e Denver Nuggets dove vengono eliminati al primo turno dagli Spurs per 4-3.

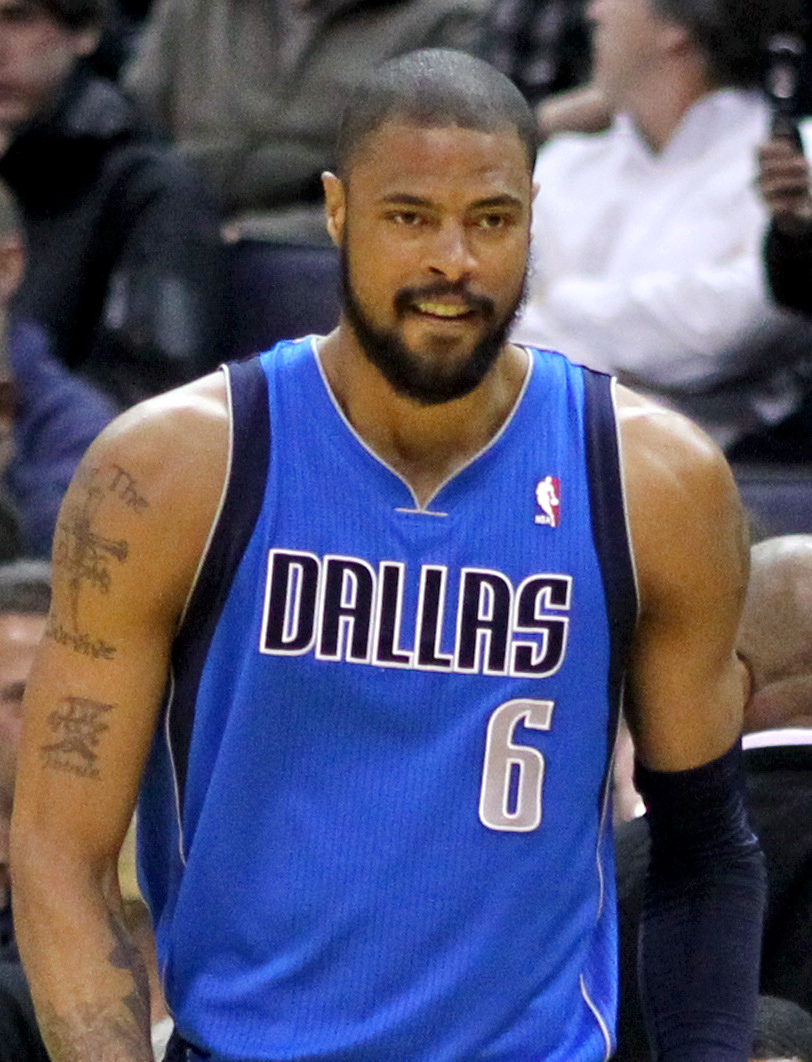
Tyson Chandler

Nel 2014-2015 Dallas vede il ritorno di Tyson Chandler grazie a una trade coi Knicks che ha visto arrivare anche Raymond Felton in cambio di José Calderón, Shane Larkin e Samuel Dalembert. Il roster viene poi puntellato con giovani talentuosi come Chandler Parsons e veterani d'esperienza come Jameer Nelson, José Barea, Al-Farouq Aminu e Richard Jefferson. Da subito Carlisle era riuscito a tirare fuori il meglio dai propri giocatori, trasformando l'attacco dei texani in uno dei più letali di tutta la lega, come dimostrato dalla vittoria record per 123-70 ai danni dei Sixers. A dicembre i Mavs realizzano una trade con i Boston Celtics che porta in Texas l'estro di Rajon Rondo e due mesi dopo mettono sotto contratto anche Amar'e Stoudemire, grazie a questi preziosi innesti i Mavericks vincono 50 partite ma vengono eliminati ai playoff ancora al primo turno, questa volta dagli Houston Rockets di James Harden per 4-1. Il 2015-2016 vede la partenza di entrambe le guardie Monta Ellis e Rajon Rondo che vengono prontamente sostituiti da Deron Williams e Wesley Matthews, anche Tyson Chandler decide di lasciare Dallas, che al suo posto ingaggia DeAndre Jordan solo per vedergli fare dietrofront e tornare ai Los Angeles Clippers il giorno prima della firma del contratto coi Mavericks. Tra mille polemiche i Mavs sono costretti frettolosamente a sostituirlo con Zaza Pachulia e JaVale McGee mentre arrivano anche John Jenkins, David Lee, Justin Anderson, Dwight Powell e Jeremy Evans a completare il roster. Il continuo cambiamento di giocatori ha comunque reso difficile instaurare un qualsiasi tipo di chimica di squadra durante l'anno. I Mavericks infatti chiudono la stagione regolare con un modesto record di 42-40 raccogliendo anche una pesantissima vittoria contro i Golden State Warriors di Stephen Curry per 114-91, per poi cadere ai playoff contro gli Oklahoma City Thunder in 5 partite. L'anno successivo mantengono Williams e Nowitzki e arrivano Andrew Bogut, Dorian Finney-Smith, Quincy Acy, Harrison Barnes, Yogi Ferrell Nerlens Noel e Seth Curry. Nonostante la grande stagione di Barnes che ha guidato la squadra con 19,2ppg i Mavericks hanno terminato la stagione fuori dai play-off con un misero record 33-49.

### L'era Dončić (2017-)
Nel draft del 2017 viene selezionato Dennis Smith mentre nel draft del 2018 viene selezionato Trae Young che venne subito scambiato con l'ala slovena Luka Dončić selezionato dagli Atlanta Hawks destinato a diventare il nuovo giocatore simbolo della franchigia dopo il ritiro di Nowitzki, con lui vengono ingaggiati anche i veterani Josh McRoberts, Doug McDermott, DeAndre Jordan, Jeff Withey, Trey Burke, Maximilian Kleber, Tim Hardaway Jr., Courtney Lee, Jalen Brunson e soprattutto Kristaps Porziņģis che si uniscono a una squadra ringiovanita rispetto agli anni precedenti e in cerca di una nuova identità. Dončić, poi nominato matricola dell'anno, guida Dallas ad un record di 33-49, non sufficiente per un posto nel play-off ma comunque nove vittorie meglio dell'anno precedente. In estate vengono acquistati Michael Kidd-Gilchrist, Boban Marjanović, Delon Wright e Willie Cauley-Stein, e Dallas guidata dal duo Dončić-Porziņģis torna ai play-off dove viene eliminata in sei partite dai Los Angeles Clippers. Il 27 dicembre 2020, alla terza partita di regular season, i Dallas Mavericks guidati da Luka Dončić, vincono la partita con 51 punti di margine dai Los Angeles Clippers (124-73); un distacco così ampio non si vedeva dal 17 dicembre 1991 quando i Cleveland Cavaliers vinsero contro i Miami Heat con un distacco di 68 punti (148-80).

## Arene di gioco
- Reunion Arena (1980–2001)
- Moody Coliseum (1984 gara-5 del primo turno)
- American Airlines Center (2001–oggi)

## Evoluzione divisa
Dal 1980 al 2001, la divisa casalinga è stata creata da Nike, Reebok e attualmente da Adidas ed è stata bianca con i bordi verdi e blu con la scritta Mavericks sul petto, quella da trasferta invece ha alternato nel corso degli anni una versione blu con bordi verdi e una versione verde con bordi blu con scritto Dallas. Nel 2001 i Mavericks hanno aggiornato il logo e le divise, con un nuovo schema di colori bianco, blu e argento per la casa con la scritta Dallas, mentre per la divisa da trasferta è diventato blu, azzurro e argento con la scritta Dallas o Mavs. Nel 2003 Dallas aveva debuttato con una divisa argento lucido, ironicamente soprannominata dai tifosi "Trash Bag". Nel 2004 i Mavericks hanno introdotto una divisa da trasferta alternativa verde simile a quelle degli anni ottanta con la scritta Los Mavs disegnata dal rapper Puff Daddy per celebrare la Noche Latina. Nel 2010 i Mavericks introducono una nuova divisa da trasferta azzurra coi bordi blu. Mark Cuban ha annunciato che nel 2015 i Mavericks vestiranno delle nuove uniformi da trasferta blu con lo sfondo della città di Dallas sul petto. Nel 2017, le designazioni di casa e di trasferta vengono sostituite con "Icon", "Association", "Statement" e "City". Per le nuove divise "City", i Mavericks indossavano delle uniformi nere con DAL con numeri in blu con finiture verdi, un riferimento ai colori originali della franchigia texana.
| 1980–01 c | 1980–01 t | 2001–oggi c | 2001–oggi t | 2003–04 t | 2011–15 t | 2017–18 t |

## Rivalità

### Rivalità con i San Antonio Spurs

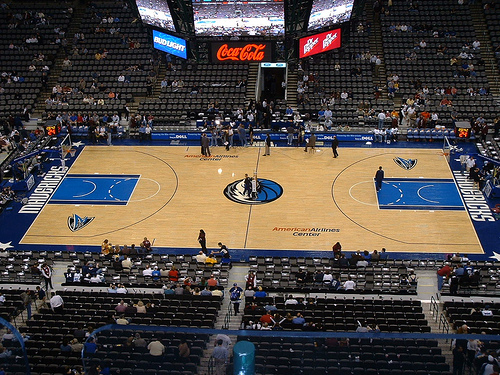
L'American Airlines Center nel 2007.

La rivalità tra San Antonio Spurs e Dallas Mavericks meglio nota come "Lone Star State Showdown" è relativamente nuova ma molto feroce. Entrambe le franchigie sono nate a Dallas, gli Spurs hanno incominciato la loro vita nella ABA come Dallas Chaparrals e si sono trasferiti a San Antonio solo nel 1973. Gli Spurs sono sempre stati gli avversari dei Mavs più ostici da battere nella Midwest Division/Southwest Division tanto che a volte neanche vincere 60 partite era sufficiente a catturare il titolo divisionale. Nei playoff i Mavericks hanno eliminato gli Spurs nel 2006 e nel 2009, mentre gli Spurs hanno eliminato i Mavs nel 2001, 2003, 2010 e nel 2014. Le loro serie sono sempre state molto fisiche e caratterizzate da duri falli e scorrettezze commessi da entrambe le parti. Nel 2005 la rivalità ha assunto un nuovo significato quando Avery Johnson ex-playmaker degli Spurs campioni NBA del 1999 è diventato l'allenatore dei Mavs. A San Antonio Johnson era allenato da Gregg Popovich, attualmente ancora in carica agli Spurs, e grazie alla familiarità dello stile e della filosofia del suo ex-coach Johnson è riuscito ad infliggere un 4-3 agli Spurs. Il 2005 è stato anche l'anno del passaggio di Michael Finley da Dallas a San Antonio. Negli scontri diretti attualmente San Antonio ha ottenuto 102 vittorie contro le 66 di Dallas.

### Rivalità con i Phoenix Suns
La rivalità con i Phoenix Suns è nata quando nel 2004 Steve Nash è passato nella franchigia dell'Arizona vincendo l'MVP nel 2005 e nel 2006, e contribuendo all'eliminazione dei Mavs nei playoff 2005. L'anno dopo i Mavericks hanno colto l'occasione per vendicarsi battendo i Suns nelle finali di Conference con anche una grande prestazione di Dirk Nowitzki che in gara 5 riuscì a mettere a segno ben 50 punti e accedendo per la prima volta alle finali NBA dove perdono per mano dei Miami Heat. Tra il 2004 e il 2008 i Suns e i Mavericks, insieme agli Spurs sono state le squadre dominatrici della Western Conference questo fattore ha contribuito ad alimentare le loro rivalità sempre di più. Nel 2013, la striscia di 12 apparizioni consecutive ai play-off dei Mavericks, che durava dal 2001, è stata stroncata dopo una sconfitta contro i Suns per 102-91. L'anno dopo sono stati i Mavs a eliminare i Suns dalla corsa ai playoff con una cruciale vittoria per 101-98. Inoltre nel 1996 Jason Kidd passò da Dallas a Phoenix in cambio di Michael Finley. Negli scontri diretti attualmente Phoenix ha ottenuto 77 vittorie contro le 70 di Dallas.
I destini delle due squadre si sono incrociati nuovamente nei playoff 2022 dove i Suns, che avevano concluso la regular season al primo posto, affrontarono i Mavericks al secondo turno. Benché la squadra dell'Arizona, reduce dalla finale NBA dell'anno precedente, sembrasse più quotata e si fosse portata in vantaggio 2-0, Dallas riuscì a recuperare lo svantaggio e a portare la serie alla settima e decisiva gara dove di fronte a un Footprint Center gremito inflissero una dura sconfitta ai Suns battendoli di 33 punti (la gara terminò 113-86) grazie a una grande partita di Luka Dončić che al termine del primo tempo aveva realizzato 27 punti, gli stessi dell'intera squadra avversaria.

### Altre rivalità
I Mavericks vivono anche una particolare rivalità, anche se in tono minore, con gli Houston Rockets e i Miami Heat. La rivalità con Houston meglio nota come "I-45 rivalry" eliminati nel 1988 e 2005, che è iniziata quando i Mavericks sono stati l'ultima squadra del Texas a entrare in NBA. L'11 aprile 1995 contro Houston campione in carica, i Mavericks riuscirono a ottenere una delle loro più superbe vittorie per 156-147 segnando ben 23 punti nel primo tempo supplementare. Due anni dopo i Rockets e i Mavericks si sono scontrate nella loro prima partita di regular season giocata a Città del Messico e vinta dai Rockets per 108-106. La rivalità ha vissuto un nuovo capitolo quando i Rockets hanno preso Dwight Howard obiettivo dei Mavs e li hanno eliminati dai playoffs nel 2015. Negli scontri diretti attualmente Houston ha ottenuto 86 vittorie contro le 81 di Dallas.
La rivalità con i Miami Heat è spesso associata al destino delle finali NBA del 2006: esiste una teoria popolare secondo cui la vittoria degli Heat sarebbe stata pilotata da David Stern per punire il comportamento spesso sopra le righe di Mark Cuban, a sostenere la tesi del complotto sarebbero i ben 96 tiri liberi concessi a Dwyane Wade nel corso della serie e la controversa sospensione di Jerry Stackhouse. Durante la serie inoltre, D. J. Mbenga venne sospeso per ben 6 partite per essere salito sugli spalti per sedare una discussione fra la moglie di Avery Johnson con due fan degli Heat. Le due franchigie si sono incontrate nelle finali NBA ancora nel 2011 quando i Mavs hanno vinto il loro primo anello. Negli scontri diretti attualmente Dallas ha ottenuto 30 vittorie contro le 29 di Miami.

## Leader di franchigia
Dati aggiornati al 28 dicembre 2023.
1. Dirk Nowitzki: 1.522
2. Brad Davis: 883
3. Derek Harper: 872
4. Rolando Blackman: 865
5. José Barea: 637
6. Michael Finley: 626
7. Jason Terry: 619
8. Dwight Powell: 610
9. Devin Harris: 608
10. Shawn Bradley: 582

1. Derek Harper: 5.111
2. Brad Davis: 4.524
3. Jason Kidd: 4.211
4. Dirk Nowitzki: 3.651
5. Steve Nash: 2.919
6. Luka Dončić: 2.899
7. Rolando Blackman: 2.748
8. Jason Terry: 2.524
9. José Barea: 2.441
10. Michael Finley: 2.393

1. Dirk Nowitzki: 31.560
2. Rolando Blackman: 16.643
3. Mark Aguirre: 13.930
4. Derek Harper: 12.597
5. Michael Finley: 12.389
6. Luka Dončić: 10.078
7. Jason Terry: 9.953
8. Brad Davis: 7.623
9. Sam Perkins: 6.766
10. Josh Howard: 6.614

1. Derek Harper: 1.551
2. Dirk Nowitzki: 1.210
3. Jason Kidd: 954
4. Michael Finley: 748
5. Jason Terry: 735
6. Brad Davis: 712
7. Rolando Blackman: 668
8. Devin Harris: 559
9. Mark Aguirre: 502
10. Sam Perkins: 485

1. Dirk Nowitzki: 11.489
2. James Donaldson: 4.589
3. Sam Perkins: 3.767
4. Shawn Bradley: 3.340
5. Michael Finley: 3.245
6. Mark Aguirre: 3.244
7. Erick Dampier: 3.211
8. Rolando Blackman: 3.083
9. Luka Doncic: 3.069
10. Roy Tarpley: 2.803

1. Dirk Nowitzki: 1.281
2. Shawn Bradley: 1.250
3. James Donaldson: 615
4. Erick Dampier: 546
5. Kurt Nimphius: 475
6. Sam Perkins: 444
7. DeSagana Diop: 347
8. Herb Williams: 346
9. Maximilian Kleber: 332
10. Roy Tarpley: 329

## Record stagione per stagione
| Campione NBA | Campione di Conference | Campione di Division | † Stagione accorciata a causa del lockout |

| STAGIONE         | V    | P    | %    | F            | PLAYOFF | RISULTATI                                                                                  |
| ---------------- | ---- | ---- | ---- | ------------ | --- | ------------------------------------------------------------------------------------------ |
| Dallas Mavericks |      |      |      |              | |                                                                                            |
| 1980-1981        | 15   | 67   | 18,3 | 6º           | - | -                                                                                          |
| 1981-1982        | 28   | 54   | 34,1 | 5º           | - | -                                                                                          |
| 1982-1983        | 38   | 44   | 46,3 | 4º           | - | -                                                                                          |
| 1983-1984        | 43   | 39   | 52,4 | 2º (4º)      | Vincono il Primo turno Perdono le semifinali di Conference                                                       | Dallas 3, Seattle 2 LA Lakers 4, Dallas 1                                                  |
| 1984-1985        | 44   | 38   | 53,7 | 3º (4º)      | Perdono il Primo turno                                                                                           | Portland 3, Dallas 1                                                                       |
| 1985-1986        | 44   | 38   | 53,7 | 3º (4º)      | Vincono il Primo turno Perdono le semifinali di Conference                                                       | Dallas 3, Utah 1 LA Lakers 4, Dallas 2                                                     |
| 1986-1987        | 55   | 27   | 67,1 | 1º (2º)      | Perdono il Primo turno                                                                                           | Seattle 3, Dallas 1                                                                        |
| 1987-1988        | 53   | 29   | 64,6 | 2º (3º)      | Vincono il Primo turno Vincono le semifinali di Conference Perdono le finali di Conference                       | Dallas 3, Houston 1 Dallas 4, Denver 2 LA Lakers 4, Dallas 3                               |
| 1988-1989        | 38   | 44   | 46,3 | 4º           | - | -                                                                                          |
| 1989-1990        | 47   | 35   | 57,3 | 3º (6º)      | Perdono il Primo turno                                                                                           | Portland 3, Dallas 0                                                                       |
| 1990-1991        | 28   | 54   | 34,1 | 6º           | - | -                                                                                          |
| 1991-1992        | 22   | 60   | 26,8 | 5º           | - | -                                                                                          |
| 1992-1993        | 11   | 71   | 13,4 | 6º           | - | -                                                                                          |
| 1993-1994        | 13   | 69   | 15,9 | 6º           | - | -                                                                                          |
| 1994-1995        | 36   | 46   | 43,9 | 5º           | - | -                                                                                          |
| 1995-1996        | 26   | 56   | 31,7 | 5º           | - | -                                                                                          |
| 1996-1997        | 24   | 58   | 29,3 | 4º           | - | -                                                                                          |
| 1997-1998        | 20   | 62   | 24,4 | 5º           | - | -                                                                                          |
| 1998-1999 †      | 19   | 31   | 38,0 | 5º           | - | -                                                                                          |
| 1999-2000        | 40   | 42   | 48,8 | 4º           | - | -                                                                                          |
| 2000-2001        | 53   | 29   | 64,6 | 2º (5º)      | Vincono il Primo turno Perdono le semifinali di Conference                                                       | Dallas 3, Utah 2 San Antonio 4, Dallas 1                                                   |
| 2001-2002        | 57   | 25   | 69,5 | 2º (4º)      | Vincono il Primo turno Perdono le semifinali di Conference                                                       | Dallas 3, Minnesota 0 Sacramento 4, Dallas 1                                               |
| 2002-2003        | 60   | 22   | 73,2 | 2º (3º)      | Vincono il Primo turno Vincono le semifinali di Conference Perdono le finali di Conference                       | Dallas 4, Portland 3 Dallas 4, Sacramento 3 San Antonio 4, Dallas 2                        |
| 2003-2004        | 52   | 30   | 63,4 | 3º (5º)      | Perdono il Primo turno                                                                                           | Sacramento 4, Dallas 1                                                                     |
| 2004-2005        | 58   | 24   | 70,7 | 2º (4º)      | Vincono il Primo turno Perdono le semifinali di Conference                                                       | Dallas 4, Houston 3 Phoenix 4, Dallas 2                                                    |
| 2005-2006        | 60   | 22   | 73,2 | 2º (4º)      | Vincono il Primo turno Vincono le semifinali di Conference Vincono le finali di Conference Perdono le finali NBA | Dallas 4, Memphis 0 Dallas 4, San Antonio 3 Dallas 4, Phoenix 2 Miami 4, Dallas 2          |
| 2006-2007        | 67   | 15   | 81,7 | 1º (1º)      | Perdono il Primo turno                                                                                           | Golden State 4, Dallas 2                                                                   |
| 2007-2008        | 51   | 31   | 62,2 | 4º (7º)      | Perdono il Primo turno                                                                                           | New Orleans 4, Dallas 1                                                                    |
| 2008-2009        | 50   | 32   | 61,0 | 3º (6º)      | Vincono il Primo turno Perdono le semifinali di Conference                                                       | Dallas 4, San Antonio 1 Denver 4, Dallas 1                                                 |
| 2009-2010        | 55   | 27   | 67,1 | 1º (2º)      | Perdono il Primo turno                                                                                           | San Antonio 4, Dallas 2                                                                    |
| 2010-2011        | 57   | 25   | 69,5 | 2º (3º)      | Vincono il Primo turno Vincono le semifinali di Conference Vincono le finali di Conference Vincono le finali NBA | Dallas 4, Portland 2 Dallas 4, LA Lakers 0 Dallas 4, Oklahoma City 1 Dallas 4, Miami 2     |
| 2011-2012 †      | 36   | 30   | 54,5 | 3º (7º)      | Perdono il Primo turno                                                                                           | Oklahoma City 4, Dallas 0                                                                  |
| 2012-2013        | 41   | 41   | 50,0 | 4º           | - | -                                                                                          |
| 2013-2014        | 49   | 33   | 59,8 | 4º (8º)      | Perdono il Primo turno                                                                                           | San Antonio 4, Dallas 3                                                                    |
| 2014-2015        | 50   | 32   | 61,0 | 4º (7º)      | Perdono il Primo turno                                                                                           | Houston 4, Dallas 1                                                                        |
| 2015-2016        | 42   | 40   | 51,2 | 2º (6º)      | Perdono il Primo turno                                                                                           | Oklahoma City 4, Dallas 1                                                                  |
| 2016-2017        | 33   | 49   | 40,2 | 5º           | - | -                                                                                          |
| 2017-2018        | 24   | 58   | 29,3 | 4º           | - | -                                                                                          |
| 2018-2019        | 33   | 49   | 40,2 | 5º           | - | -                                                                                          |
| 2019-2020        | 43   | 32   | 57,3 | 2º (7º)      | Perdono il Primo turno                                                                                           | LA Clippers 4, Dallas 2                                                                    |
| 2020-2021        | 42   | 30   | 58,3 | 1º (5º)      | Perdono il Primo turno                                                                                           | LA Clippers 4, Dallas 3                                                                    |
| 2021-2022        | 52   | 30   | 63,4 | 2º (4º)      | Vincono il Primo turno Vincono le semifinali di Conference Perdono le finali di Conference                       | Dallas 4, Utah 2 Dallas 4, Phoenix 3 Golden State 4, Dallas 1                              |
| 2022-2023        | 38   | 44   | 46,3 | 3° (11º)     | - | -                                                                                          |
| 2023-2024        | 50   | 32   | 61,0 | 1° (5º)      | Vincono il Primo turno Vincono le semifinali di Conference Vincono le finali di Conference Perdono le finali NBA | Dallas 4, LA Clippers 2 Dallas 4, Oklahoma City 2 Dallas 4, Minnesota 1 Boston 4, Dallas 1 |
| 2024-2025        | 39   | 43   | 47,6 | 3º (10º)     | Vincono il Play-in Game 9-10 Perdono il Play-in Game 8-9                                                         | Dallas 1, Sacramento 0 Memphis 1, Dallas 0                                                 |
| Totale           | 1836 | 1789 | 50,6 |              | |                                                                                            |
| Playoffs         | 118  | 131  | 47,4 | 1 Titolo NBA | 1 Titolo NBA | 1 Titolo NBA                                                                               |

## Squadra attuale
| \| Pos. \| Num. \| Naz. \| Nome \| Altezza \| Peso \| Data nascita \| Provenienza \| \| ---- \| ---- \| ---- \| ------------------------ \| ------- \| ------ \| ------------ \| ------------------- \| \| G \| 0 \| \| Exum, Danté \| 196 cm \| 97 kg \| 13-07-1995 \| Australia \| \| G \| 00 \| \| Christie, Max \| 196 cm \| 86 kg \| 10-02-2003 \| Michigan State \| \| P/G \| 1 \| \| Hardy, Jaden \| 193 cm \| 90 kg \| 05-07-2002 \| NBA G League Ignite \| \| C \| 2 \| \| Lively, Dereck \| 216 cm \| 104 kg \| 12-02-2004 \| Duke \| \| AG/C \| 3 \| \| Davis, Anthony \| 208 cm \| 115 kg \| 11-03-1993 \| Kentucky \| \| C \| 7 \| \| Powell, Dwight \| 211 cm \| 109 kg \| 20-07-1991 \| Stanford \| \| AP \| 8 \| \| Prosper, Olivier-Maxence \| 203 cm \| 104 kg \| 03-07-2002 \| Marquette \| \| P \| 10 \| \| Williams, Brandon (TW) \| 188 cm \| 86 kg \| 22-11-1999 \| Arizona \| \| P/G \| 11 \| \| Irving, Kyrie \| 188 cm \| 88 kg \| 23-03-1992 \| Duke \| \| AP \| 13 \| \| Marshall, Naji \| 201 cm \| 100 kg \| 24-01-1998 \| Xavier \| \| AP \| 16 \| \| Martin, Caleb \| 196 cm \| 93 kg \| 28-09-1995 \| Nevada \| \| AP \| 20 \| \| Edwards, Kessler \| 201 cm \| 93 kg \| 09-08-2000 \| Pepperdine \| \| C \| 21 \| \| Gafford, Daniel \| 211 cm \| 106 kg \| 01-10-1998 \| Arkansas \| \| AG/C \| 23 \| \| Jones, Kai \| 208 cm \| 100 kg \| 19-01-2001 \| Texas \| \| A \| 25 \| \| Washington, P.J. \| 203 cm \| 103 kg \| 23-08-1998 \| Kentucky \| \| G \| 26 \| \| Dinwiddie, Spencer \| 196 cm \| 98 kg \| 06-04-1993 \| Colorado \| \| G \| 31 \| \| Thompson, Klay \| 198 cm \| 98 kg \| 08-02-1990 \| Washington State \| \| G/AP \| 32 \| \| Flagg, Cooper \| 206 cm \| 102 kg \| 21-12-2006 \| Duke \| \| P/G \| \| \| Russell, D'Angelo \| 193 cm \| 88 kg \| 23-02-1996 \| Ohio State \| | Allenatore - Jason Kidd Assistente/i - Darrell Armstrong - Jenny Boucek - Zach Guthrie - Jamahl Mosley - Mike Weinar Legenda - (C) Capitano - (FA) Free agent - (S) Sospeso - (TW) Contratto Two-way - (GL) Assegnato a squadra G League affiliata - (SD) Scelto al Draft - Infortunato Roster • Transazioni · Ultima transazione: 25 giugno 2025 |                                               |                          |         |        |              |                     |
| Pos. | Num. | Naz.                                          | Nome                     | Altezza | Peso   | Data nascita | Provenienza         |
| G | 0 | Australia (bandiera)                          | Exum, Danté              | 196 cm  | 97 kg  | 13-07-1995   | Australia           |
| G | 00 | Stati Uniti (bandiera)                        | Christie, Max            | 196 cm  | 86 kg  | 10-02-2003   | Michigan State      |
| P/G | 1 | Stati Uniti (bandiera)                        | Hardy, Jaden             | 193 cm  | 90 kg  | 05-07-2002   | NBA G League Ignite |
| C | 2 | Stati Uniti (bandiera)                        | Lively, Dereck           | 216 cm  | 104 kg | 12-02-2004   | Duke                |
| AG/C | 3 | Stati Uniti (bandiera)                        | Davis, Anthony           | 208 cm  | 115 kg | 11-03-1993   | Kentucky            |
| C | 7 | Canada (bandiera)                             | Powell, Dwight           | 211 cm  | 109 kg | 20-07-1991   | Stanford            |
| AP | 8 | Canada (bandiera)                             | Prosper, Olivier-Maxence | 203 cm  | 104 kg | 03-07-2002   | Marquette           |
| P | 10 | Stati Uniti (bandiera)                        | Williams, Brandon (TW)   | 188 cm  | 86 kg  | 22-11-1999   | Arizona             |
| P/G | 11 | Stati Uniti (bandiera) · Australia (bandiera) | Irving, Kyrie            | 188 cm  | 88 kg  | 23-03-1992   | Duke                |
| AP | 13 | Stati Uniti (bandiera)                        | Marshall, Naji           | 201 cm  | 100 kg | 24-01-1998   | Xavier              |
| AP | 16 | Stati Uniti (bandiera)                        | Martin, Caleb            | 196 cm  | 93 kg  | 28-09-1995   | Nevada              |
| AP | 20 | Stati Uniti (bandiera)                        | Edwards, Kessler         | 201 cm  | 93 kg  | 09-08-2000   | Pepperdine          |
| C | 21 | Stati Uniti (bandiera)                        | Gafford, Daniel          | 211 cm  | 106 kg | 01-10-1998   | Arkansas            |
| AG/C | 23 | Bahamas (bandiera)                            | Jones, Kai               | 208 cm  | 100 kg | 19-01-2001   | Texas               |
| A | 25 | Stati Uniti (bandiera)                        | Washington, P.J.         | 203 cm  | 103 kg | 23-08-1998   | Kentucky            |
| G | 26 | Stati Uniti (bandiera)                        | Dinwiddie, Spencer       | 196 cm  | 98 kg  | 06-04-1993   | Colorado            |
| G | 31 | Stati Uniti (bandiera)                        | Thompson, Klay           | 198 cm  | 98 kg  | 08-02-1990   | Washington State    |
| G/AP | 32 | Stati Uniti (bandiera)                        | Flagg, Cooper            | 206 cm  | 102 kg | 21-12-2006   | Duke                |
| P/G | | Stati Uniti (bandiera)                        | Russell, D'Angelo        | 193 cm  | 88 kg  | 23-02-1996   | Ohio State          |

## Palmarès
| Palmarès Dallas Mavericks |        |                                                       |
|                           | Titoli | Anni                                                  |
| Titoli NBA                | 1      | 2011                                                  |
| Titoli di Conference      | 3      | 2006, 2011, 2024                                      |
| Titoli di Division        | 5      | 1986-1987, 2006-2007, 2009-2010, 2020-2021, 2023-2024 |

## Premi e riconoscimenti individuali
NBA Most Valuable Player Award
- Dirk Nowitzki – 2007

Bill Russell NBA Finals Most Valuable Player Award
- Dirk Nowitzki – 2011

NBA Rookie of the Year Award
- Jason Kidd – 1995
- Luka Dončić – 2019

NBA Coach of the Year Award
- Avery Johnson – 2006

NBA Sixth Man of the Year Award
- Roy Tarpley – 1988
- Antawn Jamison – 2004
- Jason Terry – 2009

Twyman-Stokes Teammate of the Year Award
- Dirk Nowitzki – 2017

All-NBA First Team
- Dirk Nowitzki – 2005, 2006, 2007, 2009
- Luka Dončić – 2020, 2021, 2022, 2023, 2024

All-NBA Second Team
- Dirk Nowitzki – 2002, 2003, 2008, 2010, 2011

All-NBA Third Team
- Dirk Nowitzki – 2001, 2004, 2012
- Steve Nash – 2002, 2003

NBA All-Defensive Second Team
- Derek Harper – 1987, 1990
- Tyson Chandler – 2011

NBA All-Rookie First Team
- Jay Vincent – 1982
- Sam Perkins – 1984
- Roy Tarpley – 1987
- Jamal Mashburn – 1994
- Jason Kidd – 1995
- Luka Dončić – 2019

NBA All-Rookie Second Team
- Josh Howard – 2004
- Marquis Daniels – 2004
- Yogi Ferrell – 2017
- Dennis Smith Jr. – 2018
- Dereck Lively - 2024

NBA Three-point Shootout
- Dirk Nowitzki – 2006

NBA Sportsmanship Award
- Jason Kidd – 2012

J. Walter Kennedy Citizenship Award
- J.J. Barea – 2018

## Giocatori

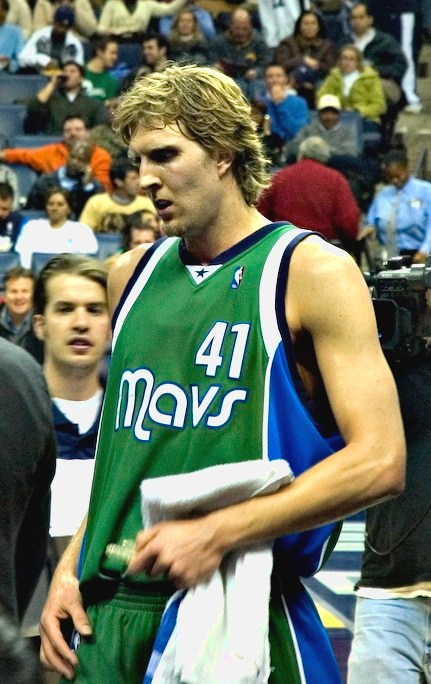
Dirk Nowitzki NBA Most Valuable Player Award del 2007.

Tra i cestisti dei Mavericks Dirk Nowitzki detiene numerosi record: il tedesco è il leader di franchigia per partite giocate (1.340), minuti giocati (47.249), canestri realizzati (10.392), tiri liberi realizzati (7.006), tiri da 3 punti realizzati (1.701), rimbalzi (10.540) e punti realizzati (31.187). Luka Doncic detiene invece il record di franchigia per maggior numero di punti in una singola partita stabilito il 27/12/2022 in cui ne realizza 60 contro New York Knicks (aggiungendo 21 rimbalzi e 10 assist, fatto mai accaduto nella storia NBA). Oltre a lui solo Dirk Nowitzki, Jim Jackson e Jamal Mashburn sono riusciti a segnare 50 punti o più punti in una singola partita rispettivamente 53 nel 2004 contro gli Houston Rockets il tedesco, ed entrambi nel 1994 i secondi contro Denver Nuggets e Chicago Bulls. Steve Nash detiene il record di più alta percentuale di tiri liberi realizzati (89,8%), Derek Harper è il leader negli assist (5.111) e nelle palle recuperate (1.551), Shawn Bradley è il leader nelle stoppate (1.250) e l'unico ad essere stato il miglior stoppatore NBA (3,4) nel 1997, Michael Finley detiene il record di maggior numero di minuti a partita (39,7), Mark Aguirre di punti a partita (24,6), Roy Tarpley di rimbalzi a partita (10,0) e Jason Kidd di assist a partita (8,4), che nel 1996 contro gli Utah Jazz ne fece 26, il maggior numero in una singola partita. Luka Dončić detiene il record di triple doppie in carriera (22). Nowitzki detiene anche il record di 82 tiri liberi consecutivi realizzati, la terza striscia più lunga di tutti i tempi.

### Campioni olimpici
- Sam Perkins  (Los Angeles 1984)
- Jason Kidd  (Pechino 2008)
- Harrison Barnes  (Rio de Janeiro 2016)

### Membri della Basketball Hall of Fame

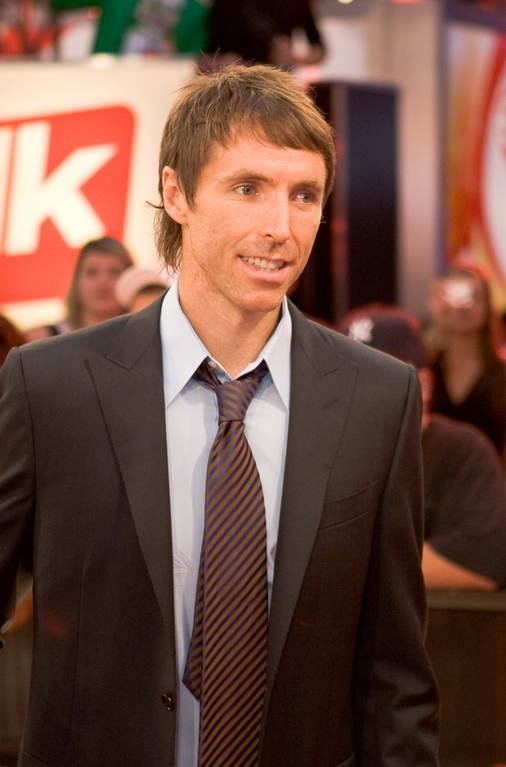
Steve Nash

- Adrian Dantley (1989–1990)
- Alex English (1990–1991)
- Jason Kidd (1994–1996, 2008-2012)
- Don Nelson (1997–2005) (introdotto come allenatore)
- Steve Nash (1998–2004)
- Dirk Nowitzki (1998–2019)
- Dennis Rodman (2000)
- Tim Hardaway (2001–2002)
- Vince Carter (2011–2014)
- Del Harris (2000–2007) (introdotto come contributore)

### Membri della FIBA Hall of Fame
- Detlef Schrempf (1985–1989)
- Steve Nash (1998–2004)
- Antoine Rigaudeau (2003)

### Numeri ritirati
| Numeri ritirati Dallas Mavericks |                  |       |                     |                  |
| Num.                             | Giocatore        | Ruolo | Stagione/i          | Giorno ritiro    |
| 12                               | Derek Harper     | G     | 1983–1994 1996–1997 | 7 gennaio 2018   |
| 15                               | Brad Davis       | G     | 1980–1992           | 14 novembre 1992 |
| 22                               | Rolando Blackman | G     | 1981–1992           | 11 marzo 2004    |
| 41                               | Dirk Nowitzki    | F/C   | 1998–2019           | 5 gennaio 2022   |

- L'NBA ha ritirato il numero 6 per tutte le squadre l'11 agosto 2022 in onore di Bill Russell.
- I Mavericks hanno deciso di ritirare il numero 24 in onore di Kobe Bryant, anche se non ha mai giocato per Dallas.[38]

### Selezione dell'NBA All-Star Game
- Mark Aguirre – 1984, 1987, 1988
- Rolando Blackman – 1985, 1986, 1987, 1990
- James Donaldson – 1988
- Jason Kidd – 1996, 2010
- Chris Gatling – 1997
- Michael Finley – 2000, 2001
- Don Nelson – 2002 (allenatore)
- Dirk Nowitzki – 2002, 2003, 2004, 2005, 2006, 2007, 2008, 2009, 2010, 2011, 2012, 2014, 2015, 2019
- Steve Nash – 2002, 2003
- Avery Johnson – 2006 (allenatore)
- Josh Howard – 2007
- Luka Dončić – 2020, 2021, 2022, 2023
- Kyrie Irving – 2023

## Allenatori

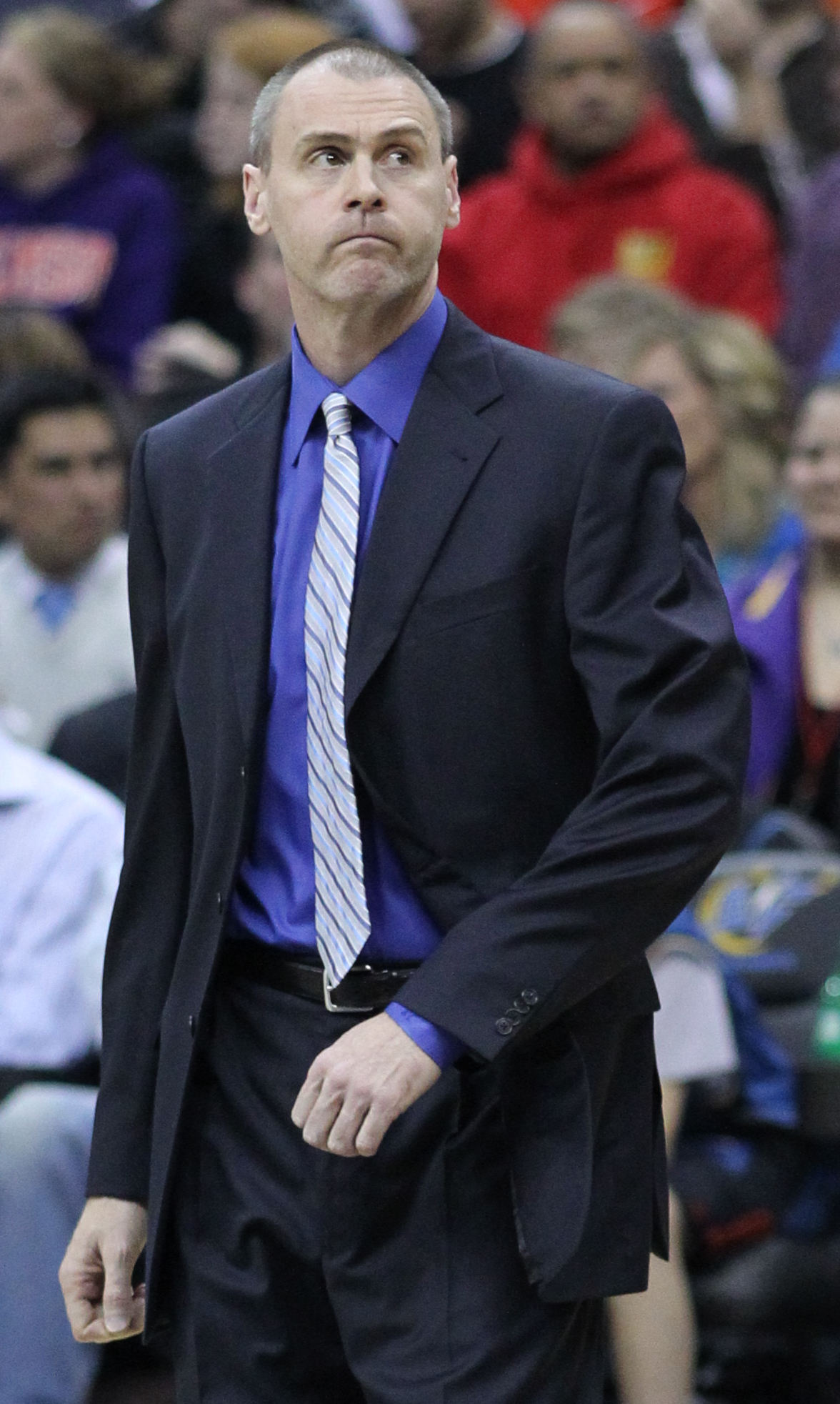
Rick Carlisle allenatore dei Mavericks dal 2008.

Ci sono stati nove allenatori nella storia dei Dallas Mavericks. Il primo allenatore fu Dick Motta, che ha lavorato per due periodi non consecutivi, e ha allenato per nove stagioni totali i Mavericks. Motta è il leader di tutti i tempi della franchigia per numero di partite dirette nella stagione regolare (738); Rick Carlisle, è il leader di tutti i tempi per numero di vittorie nella stagione regolare (380); Avery Johnson invece detiene la più alta percentuale di vittorie nella stagione regolare (73,5). Quinn Buckner e Jim Cleamons hanno trascorso tutta la loro carriera NBA da allenatori con i Mavericks. Johnson è l'unico allenatore ad aver vinto il premio miglior allenatore dell'anno, nel 2006. Don Nelson è l'unico allenatore dei Mavericks a essere stato eletto nella Basketball Hall of Fame come allenatore ed è stato anche inserito nella lista dei 10 migliori allenatori della storia NBA. Carlisle è l'unico allenatore ad aver vinto il campionato NBA nel 2011 ed è leader di tutti i tempi per numero di partite dirette ai playoff (53), e per numero di vittorie ai playoff (27). I general manager invece sono stati nell'ordine Norm Sonju, Keith Grant, Frank Zaccanelli, Don Nelson, Donnie Nelson e Gersson Rosas.
| Legenda | Legenda                                                          |
| ------- | ---------------------------------------------------------------- |
| PA      | Partite allenate                                                 |
| V       | Vittorie                                                         |
| S       | Sconfitte                                                        |
| V%      | Percentuale di vittorie                                          |
|         | Ha trascorso l'intera sua carriera da allenatore con i Mavericks |
|         | Eletto nella Basketball Hall of Fame                             |

Note: Statistiche aggiornate a fine stagione 2023-2024.
| Dallas Mavericks |                |           |      |     |     |      |    |    |    |      |                                          |        |
| 1                | Dick Motta     | 1980–1987 | 574  | 267 | 307 | .465 | 28 | 11 | 17 | .393 |                                          | [ 41 ] |
| 2                | John MacLeod   | 1987–1989 | 175  | 96  | 79  | .549 | 17 | 10 | 7  | .588 |                                          | [ 42 ] |
| 3                | Richie Adubato | 1989–1992 | 264  | 94  | 170 | .356 | 3  | 0  | 3  | .000 |                                          | [ 43 ] |
| 4                | Gar Heard      | 1992–1993 | 53   | 9   | 44  | .170 | —  | —  | —  | —    |                                          | [ 44 ] |
| 5                | Quinn Buckner  | 1993–1994 | 82   | 13  | 69  | .159 | —  | —  | —  | —    |                                          | [ 45 ] |
| —                | Dick Motta     | 1994–1996 | 164  | 62  | 102 | .378 | —  | —  | —  | —    |                                          | [ 41 ] |
| 6                | Jim Cleamons   | 1996–1997 | 98   | 28  | 70  | .286 | —  | —  | —  | —    |                                          | [ 46 ] |
| 7                | Don Nelson     | 1997–2005 | 590  | 339 | 251 | .575 | 43 | 19 | 24 | .442 | Nella top 10 allenatori della storia NBA | [ 48 ] |
| 8                | Avery Johnson  | 2005–2008 | 264  | 194 | 70  | .735 | 47 | 23 | 24 | .489 | 2005-06 Allenatore dell'anno NBA         | [ 49 ] |
| 9                | Rick Carlisle  | 2008–2021 | 1033 | 555 | 478 | .537 | 71 | 33 | 38 | .465 | 1 Titolo NBA (2011)                      | [ 50 ] |
| 10               | Jason Kidd     | 2021–     | 246  | 140 | 106 | .569 | 40 | 22 | 18 | .550 |                                          | [ 51 ] |